# 免田
免田（めんでん）とは、日本の古代末期から中世にかけて、国が規定の課税（国衙に納める官物・雑役）を徴収するのを免除する田地。
そのうち、雑役免田（ぞうえきめんでん）は、雑役だけが免除される（したがって官物だけを納める）田地を指す。

## 概要
租・調・庸および雑徭、出挙、交易などからなる律令租税体系は10世紀から11世紀中期にかけて、米納を中心とする官物（かんもつ）と、夫役・雑物からなる雑役（ぞうえき）といった2つの体系に移行していった。本来は人に課す雑役も、実際には田地に課す形にすることが多かった。律令制が解体すると、貴族や寺社に給付する封戸物（ふこもつ、位・官・勲功などによって位封・職封・功封があり、貴族・寺社の収入の大部分を占める）や、寺社への正税物（しょうぜいもつ、国衙が徴収した田租・官稲を合わせた正税を交易により他の必要物資に変えて給付するもの）といった国家的給付が滞るようになった。
この頃は、諸国行政の実権が中央から国衙に大幅に委ねられるようになっていた。国司は封戸物・正税物の調達に苦しみ、やむを得ず国内の土地に便補所（べんぽしょ、便宜上それに当てる場所）を設定して、そこから上がる官物で肩代わりさせるようになった。11世紀の東大寺は大和国内に、白米（はくまい）免田・燈油（とうゆ）免田・香菜（こうな）免田をもっていた。さらに国司は、国司免判を発給して貴族や寺社の荘園に不輸を認めるようになった。この国司免判による荘園を、国免荘（こくめんしょう）と言う。
ただし、官物の免除は太政官・民部省の許可が必要だったため、国司の認めることができた不輸は原則として雑役の免除だった。延久2年（1070年）後三条天皇の荘園整理令に従って興福寺が提出した荘園目録によると、大和国内の興福寺の荘園のおよそ8割が雑役免田だった。
これは、藤原氏の氏寺である興福寺がその権威により、大和の国司に圧力を加えて獲得したものと思われる。
雑役免は、国衙と給主（寺社・貴族）が官物・雑役を分け合う体制で、半不輸（はんふゆ）とも言った。検田権は国衙の側にあり、官物徴収のため国検田使の入部も多く、給主の権利は国衙に対して不安定だった。また、免田も当初は特定の耕地を指定せず一定の地域（郡・郷・荘）の中に一定の面積が指定されるだけで、下地が固定していない浮免（うきめん）だった。当然、一つの地域にまとまって免田が存在しているわけではなく、各地に散在している状態だった。
給主側では、散在している免田を一箇所に集め、浮免を固定して定免田（じょうめんでん）化することで、土地と耕作権者の一体的な把握を目指すようになる。
雑役免田は定免田化されると給主の権利が強まり、官物の不輸や国使入部を拒否する不入権を獲得することで、給主の一円支配を認めた荘園に転化していった（封戸田）。12世紀以降、荘園整理に基づく荘公区分の明確化に伴い、半不輸は縮小していった。雑役免田の集積による雑役免型荘園（ぞうえきめんがたしょうえん）は、荘園としては未完成であり完全な不輸となる前の過渡的性格のものと言える。
しかし、全ての雑役免田・半輸地が消えたわけではなく、薩摩・大隅・日向にまたがる摂関家最大の荘園である島津荘の寄郡（よせごおり）と呼ばれる部分は、鎌倉時代になっても国衙と荘園領主に両属していた。寄郡は、官物を国衙と領家で分け、雑役は領家が取る特殊な雑役免で、検田権は領家にあり領家に任じられた弁済使が官物・雑役の収納を行った。このケースでは、国衙と荘園は必ずしも対立的ではなく、両者の共存関係が継続していたことになる。